# Rue Carquillat
La rue Carquillat est une voie du quartier des Chartreux dans le 1er arrondissement de Lyon, en France.

## Situation et accès
Elle débute rue Marie-Anne-Leroudier et se termine rue des Chartreux. La circulation se fait le sens de la numérotation et à double-sens cyclable avec un stationnement d'un seul côté.

## Origine du nom
Michel-Marie Carquillat (1802-1884) est un tisseur dont l'atelier était visité par les personnalités qui venaient à Lyon.

## Histoire
Henri III fonde la chartreuse de Lyon en 1584 sur un vaste territoire appelé la Giroflée. À la révolution française, les moines sont expropriés et leur propriété vendue comme bien national. Au XIXe siècle, la famille Jouve, qui possède une partie du terrain, le vend au ministre de la guerre. 
Dans les années 30, des habitations à bon marché sont construites sur l’ancien terrain militaire, c'est dans ce contexte que la rue est percée. Le conseil municipal lui donne son nom actuel le 10 avril 1933.